# Kouta Camara
Pour les articles homonymes, voir Camara.
Kouta Camara, née le 8 juin 1995, est une joueuse malienne de basket-ball.

## Carrière
Avec l'équipe du Mali féminine de basket-ball, elle termine troisième du Championnat d'Afrique féminin de basket-ball 2017.
Elle fait partie du groupe malien sélectionné pour participer au Championnat d'Afrique féminin de basket-ball 2019, terminant à la troisième place.